# 春雷
參數所指定的目標頁面不存在，建議更正成存在頁面或直接建立下列一個頁面（建立前請先搜尋是否有合適的存在頁面可以取代）：
- 春雷 (中視電視劇)

春雷是多床古琴的名字，其一曾為宋徽宗「萬琴堂」之首，而現存的春雷分別藏於國立故宮博物院、旅順博物館、上海博物館及其他私人手中，製作年代在唐到宋之間。據鄭珉中的鑑定，僅有汪孟舒舊藏的春雷符合宋徽宗藏琴之特徵。

## 宋徽宗藏琴
北宋末年宋徽宗在宣和内府建造了“万琴堂”，春雷為他收藏的眾多古琴中的第一品，為唐代雷威所製。金滅宋後春雷也被當做戰利品運到了中都，藏於承华殿。金章宗逝世時以此琴陪葬，但十八年後其墳被掘，春雷因而出土，被元朝收入宫中。後來春雷被賞賜給會彈奏古琴的中書令耶律楚材，耶律楚材又將春雷贈給自己的老师万松野老。此後春雷一度复归耶律楚材之子耶律铸，後因耶律鑄罷官被沒入元內府，再被賞給傅初庵（名立，字權甫），又歸趙德潤。

## 臺北故宮博物院藏琴
此琴屬連珠式，长126（50英寸）、肩寬22.1（8.7英寸）、尾寬17.2（6.8英寸）。琴面髤黑漆、有斷紋。琴徽、琴軫和琴足全部都是玉製的，七顆琴軫上全部刻有篆字。龍池為圓形，鳳沼為長方形。龍池上方為草書綠字「春雷」，左右以隸書分刻「其聲沈以雄，其韻和以沖」、「誰其識之出爨中」；龍池下有一方印，但印文已經剝蝕不清。
民國時陸續由何冠五、汪景吾、張大千等人收藏。

### 鑑定
臺北故宮定為唐代雷威所斫；而北京故宮博物院研究員鄭珉中認為是元明間仿唐之作，不具有宣和內府「春雷」應有的特徵，而琴背之「春雷」二字為後刻，摹自汪孟舒舊藏之春雷。

## 汪孟舒舊藏
此琴為明代宮廷遺物，本為裕親王府所藏，光緒年間為大學士徐桐購得，後傳至汪孟舒，聞名於北京琴壇。鳳勢式，長123（48英寸）、肩寬20.5（8.1英寸）、尾寬14.7（5.8英寸），杉木斫，表面髹朱漆，其下有黑漆、栗殼色漆，金徽，琴面有小蛇腹斷和細紋斷，龍池和鳳沼均為扁圓形。鄭珉中認為其特點同北京故宮所藏之九霄環佩（葉詩夢舊藏），且與宣和內府所藏的「春雷」相符。

## 旅順博物館藏琴
唐代斲，伏羲式，长123.2（48.5英寸）、肩寬20.3（8.0英寸）、尾寬13.9（5.5英寸）。非宣和內府萬琴堂藏品。

## 上海博物館藏琴
五代至北宋斲，霹雳式，長121.3（47.8英寸）、肩寬21.8（8.6英寸）、尾寬16（6.3英寸），杉木斫、瓦灰胎。

## 外部連結
- 臺北故官藏「春雷」 （页面存档备份，存于）